# Leszek Miller
Leszek Cezary Miller (* 3. července 1946) je polský sociálnědemokratický politik. V letech 2001–2004 byl premiérem Polska, když po vyhraných volbách vedl koaliční kabinet SLD, UP a PSL. Roku 1997 byl ministrem vnitra, 1993–1996 ministrem práce a sociálních věcí. V letech 1995–1999 byl předsedou Sociálnědemokratické strany Polska (Socjaldemokracja Rzeczypospolitej Polskiej), v letech 1999–2004 Svazu demokratické levice (Sojusz Lewicy Demokratycznej), od roku 2004 strany Polská levice (Polska Lewica). V letech 1969–1990 byl člen Polské sjednocené dělnické strany, hegemonní síly komunistického režimu v Polsku.